# 池上通信機

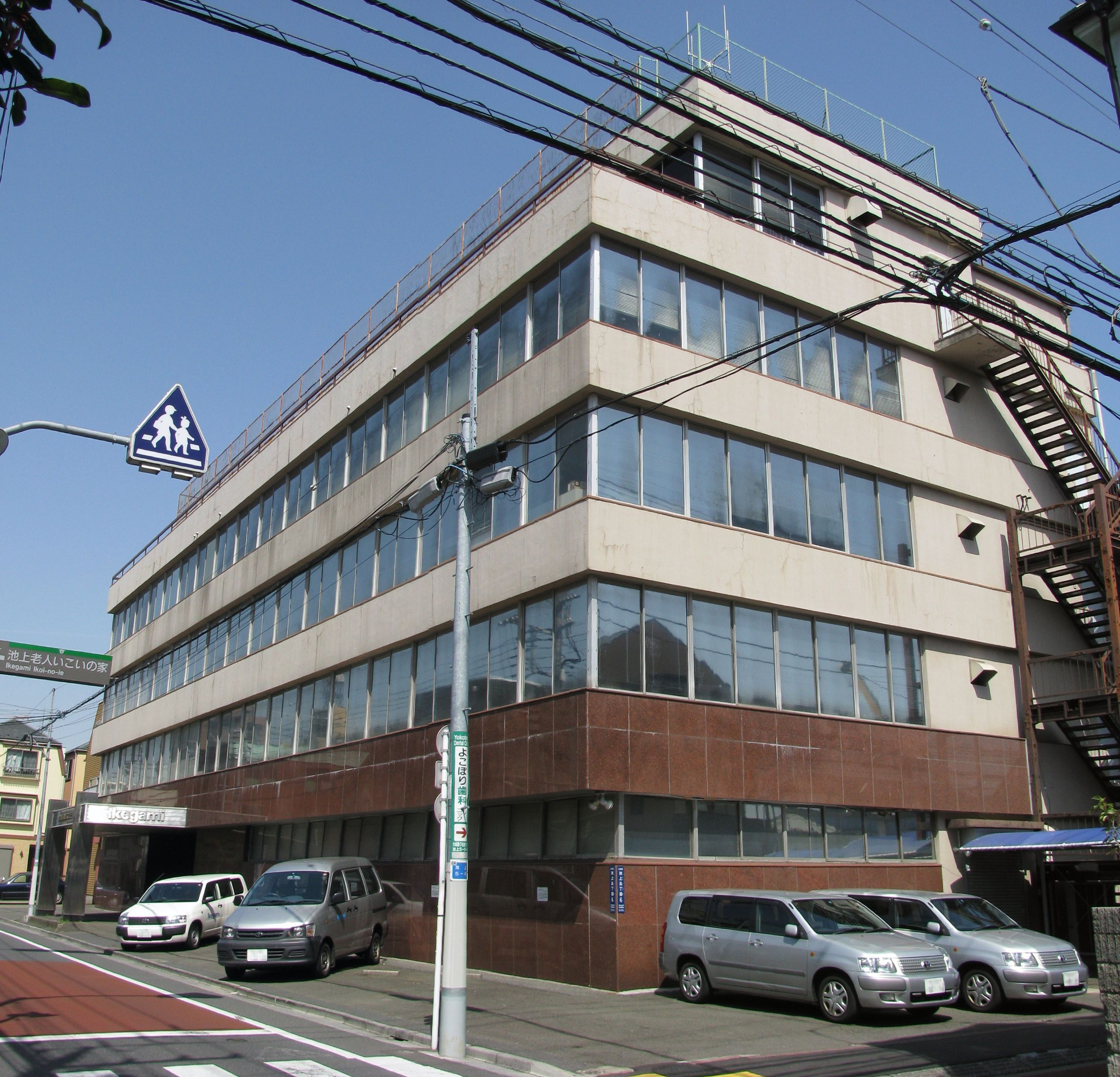
池上通信機總部

池上通信機株式會社（日语：／ ikegami tsūshinki；東證1部：6771）是日本的一家業務用廣播和通信機械生產廠家，總部位於東京都大田區池上。該公司是東京證券交易所的上市公司，由斎藤公正創業於1946年。池上通信機的主要產品包括電視攝影機、醫療用相機等產品，曾四次獲得艾美獎。該公司在1971年研發出彩色電視攝影機，在日本銷往日本放送協會（NHK）及各家商業電視台。1984年，池上通信機在東京證券交易所一部上市。

## 外部連結
- 官方網站 （页面存档备份，存于）